# Панкеев, Алексей Матвеевич
Алексей Матвеевич Панкеев — мелитопольский городской голова в 1894—1902 и 1915—1917 годах.

## Биография
Купец 2-й гильдии Алексей Матвеевич Панкеев служил на выборных должностях с 1877 года, избираясь гласным Мелитопольской городской думы. С 1890 года состоял членом попечительного Совета Мелитопольской женской гимназии, а с 1894 года был его председателем.
10 марта 1894 году мелитопольским городским головой был избран Иван Дмитриевич Донцов, но 11 апреля того же года он умер, так и не вступив в должность. И тогда городская дума избрала новым головой Панкеева.

Разумеется, первый вопрос о голове. г. Панкеев попал сюда, как кур во щи, благодаря неожиданной кончине нововыбранного головы г. Донцова.
— «Крымский вестник», 20 сентября 1897 года
10 марта и 15 апреля 1898 года прошли очередные выборы в Мелитопольскую городскую думу, и 21 сентября дума избрала Панкеева городским головой на второй четырёхлетний срок.
За время пребывания Панкеева в должности городского головы в Мелитополе были построены здания женской гимназии, городской больницы и Александро-Невского собора, устроен городской водопровод.
На 1900 год, кроме исполнения обязанностей городского головы, Панкеев был членом уездного тюремного отделения, директором местного общества взаимного кредита, почетным мировым судьёй. С 1896 года он являлся председателем сиротского суда, а с 1891 года — членом Мелитопольского благотворительного общества.
Панкеев исполнял обязанности городского головы до 1902 года, когда следующим головой был избран Иван Егорович Черников.
16 мая 1915 года Мелитопольская городская дума в третий раз избрала Панкеева на должность городского головы. Затем его кандидатура была утверждена таврическим губернатором на четырёхлетие с 1 января 1914 года (предыдущий городской голова Иосиф Яковлевич Жамгоцев задержался на посту на полтора года дольше положенного срока), и 8 июля 1915 года Панкеев вступил в исполнение своих служебных обязанностей.
Однако, революционные события 1917 года не позволили Панкееву отбыть до конца свой третий срок городского головы, и уже в декабре 1917 года власть в Мелитополе перешла к совету рабочих и солдатских депутатов во главе с Николаем Пахомовым.